# Wolfgang Wagner (Opernregisseur)

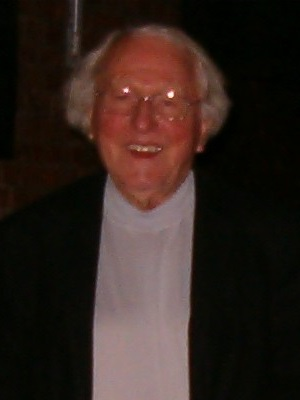
Wolfgang Wagner, 2004

Wolfgang Manfred Martin Wagner (* 30. August 1919 in Bayreuth; † 21. März 2010 ebenda) war ein deutscher Opernregisseur und Bühnenbildner. Bis 2008 leitete er die Bayreuther Festspiele. Er war das dritte Kind von Siegfried und Winifred Wagner, ein Enkel des Komponisten Richard Wagner und von Cosima von Bülow sowie ein Urenkel von deren Vater Franz Liszt.

## Leben
Im Alter von fast elf Jahren verlor Wolfgang Wagner seinen Vater, den Komponisten Siegfried Wagner. Er wuchs in Bayreuth auf und besuchte dort auch das Gymnasium. Während seiner Schulzeit erlernte er das Trompeten- und Hornspielen. Die Schule schloss er mit der Mittleren Reife ab. Seine Mutter Winifred Wagner war in der Zeit des Nationalsozialismus mit Adolf Hitler befreundet, der von Winifred Wagners Kindern „Onkel Wolf“ genannt werden wollte. Anders als seine Mutter und sein älterer Bruder Wieland wurde Wolfgang Wagner kein Mitglied der NSDAP. Er trat zudem aus der Hitlerjugend aus. Er absolvierte Reichsarbeitsdienst und ab Herbst 1938 Militärdienst, von dem er während der Festspielzeit 1939 freigestellt wurde. Gleich mit Kriegsbeginn 1939 kam er an der polnischen Front zum Einsatz. Die schwere Kriegsverletzung, die er sich dort zuzog, wurde in Berlin durch den Arzt Ferdinand Sauerbruch operiert. Nach seiner Genesung absolvierte er zuerst in München eine theaterpraktische und musikalische Ausbildung, dann ab 1940 an der Staatsoper Berlin. Dort arbeitete er als Regieassistent von Emil Preetorius und inszenierte 1944 die Oper Bruder Lustig seines Vaters, der damals 75 Jahre alt geworden wäre. In Bayreuth wurde er 1944 als technische Hilfskraft zum Bau von Behelfsheimen kriegsverpflichtet.
Die Familie Wagner erhielt 1949 das von der US-Militärregierung 1945 unter Treuhandschaft gestellte Festspielhaus und die Villa Wahnfried wieder zurück. Gemeinsam mit seinem Bruder Wieland übernahm Wolfgang Wagner die Gesamtleitung der Bayreuther Festspiele, die erstmals 1951 wieder stattfinden konnten. Bereits seit 1950 wurden die 75. Bayreuther Festspiele vorbereitet. Die beiden Wagner-Brüder galten in diesem Zusammenhang als Wegbereiter des sogenannten Neu-Bayreuth: Darunter ist eine stilistische Erneuerung zu verstehen, die Wieland Wagner als „Entrümpelung“ der Szene, Wolfgang Wagner mit dem Begriff „Werkstatt Bayreuth“ auf den Punkt brachten. Insgesamt lag in diesen Jahren der Schwerpunkt für Wolfgang Wagner bei der Organisation und der schwierigen Finanzierung der Festspiele. Doch bereits 1953 debütierte er als Bayreuther Regisseur mit Lohengrin. Bereits zu Lebenszeiten der Brüder wurde 1962 eine Vereinbarung  getroffen, dass der Überlebende von beiden die Festspiele allein fortführen sollte. Nach dem Tod Wieland Wagners im Jahr 1966 leitete Wolfgang die Festspiele daraufhin alleinverantwortlich. Um ihren Bestand langfristig zu sichern, gab er die Rechtsform des reinen Familienbetriebs auf. Das Bayreuther Festspielhaus und das Haus Wahnfried, die bis dahin Familieneigentum waren, wurden unter seiner Ägide in die 1973 gegründete Richard-Wagner-Stiftung Bayreuth überführt. An ihr sind sowohl die Familie als auch öffentliche Institutionen beteiligt. Von 1986 bis 2008 war Wolfgang Wagner Geschäftsführer und alleiniger Gesellschafter der Bayreuther Festspiele GmbH (ab 1987 mit einem Vertrag auf Lebenszeit). Daraus ergab sich für ihn eine größere Gestaltungsfreiheit und zugleich Verantwortung, als es bei einem rein staatlich bestellten Intendanten der Fall gewesen wäre.
Seit 1967 war Wolfgang Wagner alleiniger Leiter und voll verantwortlich für die Finanzierung der Festspiele. Seine Strategie bestand darin, externe Regisseure für die Festspiele zu verpflichten und zum Teil durch niedrigere Gagen den Fortbestand zu gewährleisten. So holte er Dirigenten wie Carlos Kleiber, Colin Davis, Woldemar Nelsson, Daniel Barenboim, Peter Schneider, James Levine, Giuseppe Sinopoli und Christian Thielemann nach Bayreuth. Er wirkte auch als Gastintendant, unter anderem in Venedig, Rom, Palermo und Bologna, sowie als Bühnenbildner in Bayreuth. Während seine eigenen Inszenierungen als eher konservativ eingestuft wurden, öffnete er die Festspiele für innovative Gastregisseure. Als ebenso provokant wie epochal gelten etwa die Neuinterpretationen des Tannhäuser durch Götz Friedrich 1972 und des Fliegenden Holländers durch Harry Kupfer 1978, der „Jahrhundertring“ 1976 von Patrice Chéreau (Regie) und Pierre Boulez (Dirigent), die legendäre Tristan-Inszenierung 1993 von Heiner Müller oder die Parsifal-Inszenierung 2004 durch Christoph Schlingensief. Anders als im normalen Opernbetrieb gab Wagner seinen Regie-Teams die Möglichkeit, ihre Inszenierungen jährlich weiterzuentwickeln. Dessen ungeachtet wurde von Kritikern der Vorwurf erhoben, die Bayreuther Festspiele hätten ihre Vorreiterrolle in der Wagner-Interpretation eingebüßt.
In geschäftlicher Hinsicht gelang es Wolfgang Wagner, den Anteil öffentlicher Subventionen im Gesamtetat stets unter 40 % zu halten. Dabei sind – dank eines weitausgreifenden Kultur-Sponsorings von Firmen und privaten Spendern – die Eintrittspreise in Bayreuth niedriger als bei vergleichbaren Musikfestivals. Die Pflege einer Korona aus etwa 140 Richard-Wagner-Verbänden mit weltweit ca. 37.000 Mitgliedern (Stand: 2007) wurde ebenfalls als wirtschaftliche und zugleich „ideologische“ Leistung bezeichnet. Durch eine Kontingentierung von Karten an die Wagner-Verbände bzw. deren Richard-Wagner-Stipendienstiftung konnte Wagner eine besondere Bindung an die Festspiele aufbauen. Ziel der Stipendienstiftung ist es, jährlich 250 Studierenden aus aller Welt einen kostenlosen Besuch der Festspiele zu ermöglichen. Die Mitglieder der Wagner-Verbände spielen hier lediglich eine fördernde Rolle; sie selbst haben laut Auskunft ihres Vorsitzenden keinen Anspruch auf bevorzugte Behandlung beim Kartenverkauf. Ein vergleichsweise großes Kartenkontingent geht traditionell an Mitglieder des Deutschen Gewerkschaftsbundes, für die 1951–2009 jährlich zwei geschlossene Vorstellungen zu ermäßigten Preisen stattfanden (2010–11 eine geschlossene Vorstellung zu regulären Preisen). Ferner wurden zuschussgebende Institutionen (Bund, Land, Stadt, Bezirk, Gesellschaft der Freunde von Bayreuth u. a.) und das Jugend-Festspieltreffen berücksichtigt. Wie diese Institutionen im Einzelnen mit den ihnen anvertrauten Karten umgingen, war für die Öffentlichkeit schwer nachprüfbar und deshalb teilweise umstritten. Die Kontingente verringerten zumindest das freie Angebot von ursprünglich 57.750 Karten pro Saison (bei 1.925 Plätzen und 30 Vorstellungen) und trugen damit zur konstanten Überbuchung bei. Die Wartezeit für Interessenten wurde 2007 auf bis zu zehn Jahre geschätzt.
In erster Ehe war Wolfgang Wagner ab 1943 mit der Tänzerin Ellen Drexel (1919–2002) verheiratet. Aus dieser Ehe gingen zwei Kinder hervor: die Theater-Managerin Eva Wagner-Pasquier (* 1945), langjährige Mitarbeiterin der Festspiele in Aix-en-Provence, sowie der Regisseur und Publizist Gottfried Wagner (* 1947). Nach der Scheidung 1976 heiratete Wagner seine damalige Sekretärin im Pressebüro der Festspiele Gudrun Mack (1944–2007). Ihre gemeinsame Tochter Katharina Wagner wurde 1978 geboren. Im Jahre 1994 erschien seine Autobiografie unter dem Titel Lebens-Akte.
In den letzten Jahren der Amtszeit von Wolfgang Wagner gab es aufgrund seines hohen Alters und seiner angeschlagenen Gesundheit immer wieder lang anhaltende Diskussion um seine Nachfolge. 2001 nominierte der Stiftungsrat mit einer Mehrheit von 22 zu 2 Stimmen Eva Wagner-Pasquier als künftige Festspielleiterin. Wagner, der seine zweite Ehefrau Gudrun Wagner favorisierte, lehnte dieses Votum ab und berief sich dabei auf seinen Vertrag auf Lebenszeit. Im Dezember 2001 kam es zu einer einvernehmlichen Einigung zwischen Wolfgang Wagner und dem Stiftungsrat, indem der Münchener Intendant Klaus Schultz von Wagner als Vermittler herangezogen und als freier Mitarbeiter der Festspielleitung engagiert wurde, um eventuell als Leiter der Festspiele tätig zu sein, bis eine neue Festspielleitung – möglichst aus dem Kreis der Familie – gefunden werde. Schultz erfüllte diese ehrenamtlich wahrgenommene Aufgabe bis zu Wolfgang Wagners Rücktritt im Jahr 2008.

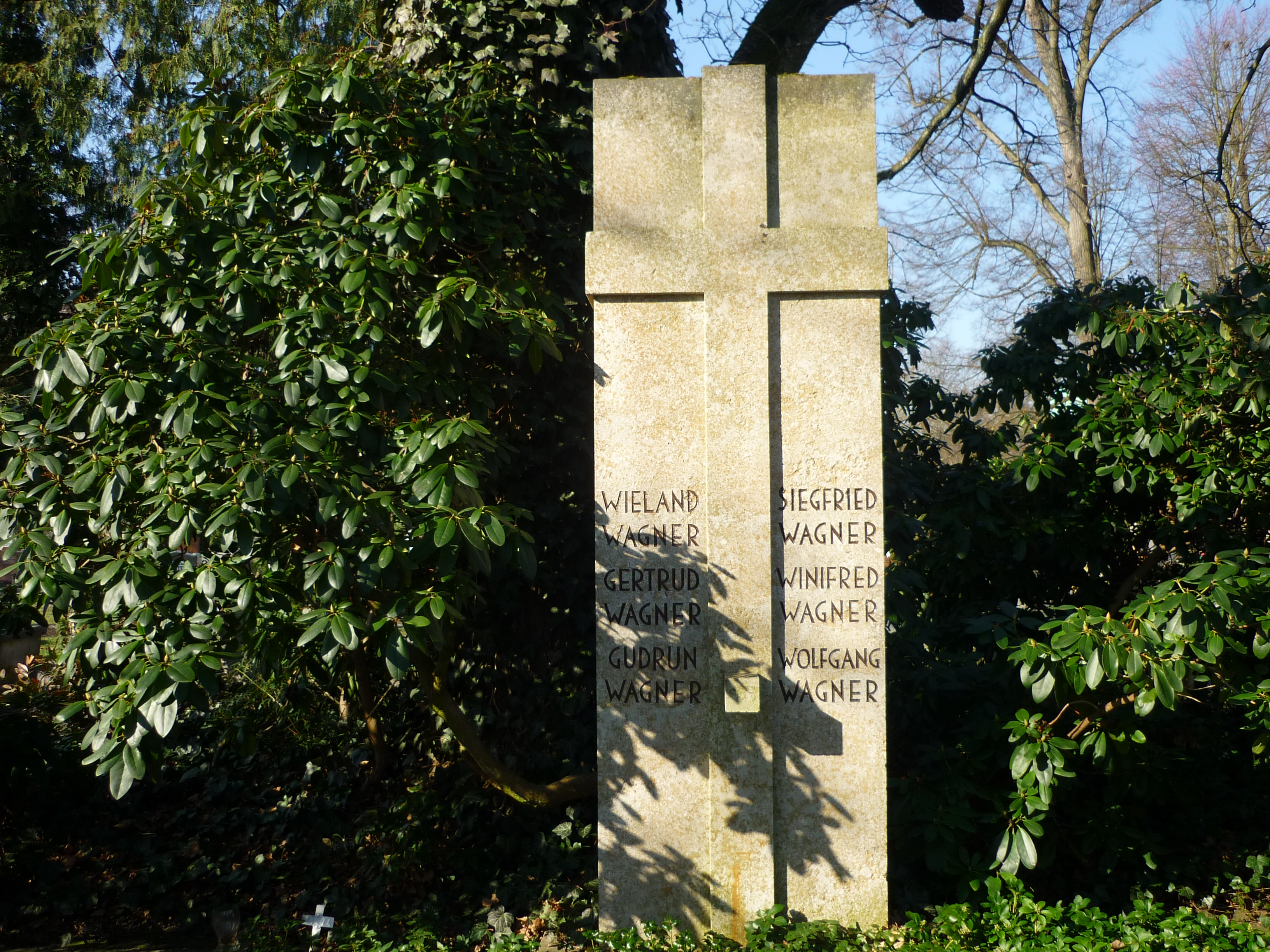
Grabstätte von Wolfgang Wagner auf dem Bayreuther Stadtfriedhof

Nach dem überraschenden Tod von Gudrun Wagner Ende 2007 kam es im Frühjahr 2008 zu einer „behutsamen Wiederannäherung“ zwischen Wolfgang Wagner und Eva Wagner-Pasquier. Im April 2008 signalisierte Wagner erstmals, dass er sich eine gemeinsame Leitung der Festspiele durch seine beiden Töchter Eva und Katharina vorstellen könne. Dies wurde in der Öffentlichkeit auch als Einlenken gegenüber den Zuschussgebern interpretiert, die das gestiegene Defizit der Festspiele nicht länger bedingungslos auszugleichen bereit gewesen wären.
Nachdem sowohl Katharina Wagner als auch Eva Wagner-Pasquier ihre Bereitschaft zur Kooperation erklärt hatten, kündigte Wagner in einem Brief an den Stiftungsrat an, zum 31. August 2008 sein Amt als Festspielleiter niederzulegen.
Eine Woche vor dem Zusammentreten des Stiftungsrates, der am 1. September 2008 über die Nachfolge zu beraten hatte, bewarb sich Wieland Wagners Tochter Nike darum, gemeinsam mit dem Kulturmanager Gerard Mortier die Leitung der Festspiele zu übernehmen. Der Stiftungsrat votierte jedoch mit einer Mehrheit von 22 Stimmen (bei 2 Enthaltungen) für Katharina Wagner und Eva Wagner-Pasquier.
Nach der Übergabe der Amtsgeschäfte lebte Wolfgang Wagner aufgrund einer schweren Krankheit sehr zurückgezogen. Am 21. März 2010 gegen zwei Uhr morgens starb er mit 90 Jahren in seinem Haus in Bayreuth.

## Auszeichnungen, Mitgliedschaften
- 1961: Bayerischer Verdienstorden; Goldener Ehrenring der Stadt Bayreuth
- 1974: Großes Bundesverdienstkreuz
- 1976: Ehrenbürger der Stadt Bayreuth
- 1984: Commandeur des Arts et des Lettres (Kommandeur der Schönen Künste der Republik Frankreich); Bayerischer Maximiliansorden für Wissenschaft und Kunst; Wilhelm-Pitz-Preis
- 1986: Ordentliches Mitglied der Bayerischen Akademie der Schönen Künste; Ehrenmitglied der Kunstuniversität Graz
- 1987: Ehrensenator der Musikhochschule München
- 1988: Mitglied im Wissenschaftlichen Beirat des Forschungsinstituts für Musiktheater in Thurnau; Ehrensenator der Universität Tübingen; Bayerische Verfassungsmedaille in Gold
- 1993: Friedrich-Baur-Preis (für Darstellende Kunst und für Musik)
- 1994: Ehrendoktor der Universität Bayreuth; Frankenwürfel
- 2003: Europäischer Kulturpreis (Laudatio: Klaus von Dohnanyi)
- 2005: Großes Bundesverdienstkreuz mit Stern
- 2009: Großes Verdienstkreuz der Bundesrepublik Deutschland mit Stern und Schulterband
- 2010: Ritter der französischen Ehrenlegion
- Mitglied im Ehrenpräsidium des Meyerbeer-Instituts; Ehrenmitglied im Förderverein der Berliner Staatsoper

## Inszenierungen auf dem Festspielhügel (Auswahl)
- Der fliegende Holländer. 1955
- Tristan. 1957
- Der Ring des Nibelungen. 1960–1964, 1970–1975
- Lohengrin. 1953, 1967/1968, 1971/1972
- Die Meistersinger. 1968, 1981
- Parsifal. 1975/1976

## Inszenierungen auf DVD (Auswahl)
- Richard Wagner: Parsifal. Mit Siegfried Jerusalem, Hans Sotin, Bernd Weikl, Leif Roar, Matti Salminen, Eva Randova, Orchester der Bayreuther Festspiele, Dirigent: Horst Stein, 1981
- Richard Wagner: Die Meistersinger von Nürnberg. Mit Siegfried Jerusalem, Manfred Schenk, Bernd Weikl, Hermann Prey, Graham Clark, Mari Anne Häggander, Marga Schiml, Orchester der Bayreuther Festspiele, Dirigent: Horst Stein, 1984
- Richard Wagner: Tannhäuser. Mit Richard Versaille, Hans Sotin, Wolfgang Brendel, Cheryl Studer, Ruthild Engert-Egly, Orchester der Bayreuther Festspiele, Dirigent: Giuseppe Sinopoli, 1985
- Richard Wagner: Parsifal. Mit Poul Elming, Hans Sotin, Falk Struckmann, Ekkehard Wlaschiha, Matthias Hölle, Linda Watson, Orchester der Bayreuther Festspiele, Dirigent: Giuseppe Sinopoli, 1998
- Richard Wagner: Die Meistersinger von Nürnberg. Mit Peter Seiffert, Matthias Hölle, Robert Holl, Andreas Schmidt, Endrik Wottrich, Emily Magee, Birgitta Svenden, Orchester der Bayreuther Festspiele, Dirigent: Daniel Barenboim, 1999

## Filme
- Werner Herzog: Die Verwandlung der Welt in Musik. Bayreuth vor der Premiere. 1994, Produktion: arte, Unitel, ZDF
- Percy Adlon: Wolfgang Wagner. Herr der Ringe. 1985, Produktion: ARD, BR

## Ausstellung
- Richard-Wagner-Museum im Haus Wahnfried: Der Prinzipal, 19. Juli bis 3. November 2019[19]